# Чарлз Вільямс
Чарлз Вільямс (англ. Charles K. Williams; 13 серпня 1909 — 7 квітня 1975) — американський письменник детективного жанру. Деякі критики вважають його одним із найкращих романістів у жанрі саспенсу 1950-1960-х років. Його дебютний роман 1951 року у м'якій обкладинці «Дівчина з пагорбів» розійшовся накладом понад мільйон копій. Дюжина його книжок була екранізована, найпопулярніші з яких «Мертвий штиль» і «Гаряча точка».

## Біографія
Народився в містечку Сан-Анджело в центральному Техасі. Закінчивши школу, у 1929 році вступив на службу в торговий флот США. Прослужив десять років, перш ніж залишити службу, щоб одружитися з Ласкою Фостер. Під час своєї морської кар'єри отримав освіту радиста, працював інспектором із застосування електроніки, спочатку в Галвестоні, штат Техас, а пізніше на верфі Пьюджет-Саунд у штаті Вашингтон.
Потім разом із дружиною переїхав до Сан-Франциско, де працював у компанії Mackay Radio до публікації свого першого роману «Дівчина з пагорбів» у 1951 році. Це був великий успіх, і Вільямс провів решту своєї професійної кар'єри як автор, головним чином романів, також написавши кілька сценаріїв.
Подружжя часто змінювало місця проживання і проводило значний час у Франції, де робота Вільямса створила йому чудову репутацію. Після смерті дружини від раку в 1972 році Вільямс придбав нерухомість на кордоні Каліфорнії та Орегону, де деякий час жив один у трейлері.
Після переїзду до Лос-Анджелеса Вільямс покінчив життя самогубством у своїй квартирі в районі Ван Найс на початку квітня 1975 року. Після смерті дружини він був у депресії, і його емоційний стан погіршився, оскільки продажі його книг впали, коли трилери почали втрачати популярність на початку 1970-х років. У нього залишилася дочка Елісон.

## Творчість
Творчість Вільямса ототожнюють із піджанром нуар жанру крутого детектива. Його роман 1953 року «У пеклі немає люті», опублікований провідним видавництвом кримінальної літератури Gold Medal Books, був першим романом у м'якій обкладинці, який заслужив рецензію відомого критика Ентоні Бучера з The New York Times. Він написав:
|  | Вражаюча техніка саспенсу... може нагадати вам Корнела Вулріча; основна історія з її гірким поєднанням сексу та злочинності може нагадати Джеймса М. Кейна (James M. Cain). Але містер Вільямс є індивідуальним у своєму різкому, але невихованому прозовому стилі та у своїй відмові йти на сентиментальні компроміси". |

Огляд характерного для Вільямса роману «Людина в ході» (1958) Едом Горманом (Ed Gorman) окреслює основні елементи, які асоціюють його з категорією «Нуар»: «а) фальшиво звинувачений чоловік, який намагається уникнути поліції; б) самотня жінка, як відчайдушна на своєму шляху, як чоловік на ходу; в) достатньо атмосфери (ніч, дощ, туман), щоб закріпити сто фільмів нуар».
Лі Горслі описав, як Вільямс часто сатирично ставився до своїх героїв-чоловіків, одночасно неявно переоцінюючи традиційну жанрову фігуру фатальної жінки.
Роман Вільямса «Дівчина з річки» (1951) критик Джордж Таттл охарактеризував як «класичний приклад глухого нуару…використання сеттингу типу Ерскіна Колдвелла для посилення сексуальних відтінків історії». Багато інших романів Вільямса також належать до такого типу «нуар із глухих лісів»: «Дівчина з пагорбів», «Дівчина з великого міста», «Іди додому, чужинець», «Діамантове бікіні», «Дівчина позаду» і «Дядько Сагамор і його дівчата».
Вільямс також створив, особливо наприкінці своєї кар'єри, те, що можна назвати «нуаром блакитної води»: «Риф Скорпіона», «Плащаниця з вітрильної тканини», «На мілині», «Мертвий штиль» і «Глибоке синє море». Вуді Гаут стверджував, що Вільямс, як і його колега, кримінальний романіст Чарлз Віллефорд (Charles Willeford), писав оповідання, які просякнуті «антипатією до державної влади, державних злочинів і створенням соціальних умов, які призводять до злочинної діяльності. Покладаючись на дотепність, гумор і геніальний сюжет, персонажі Вільямса постійно намагаються перехитрити систему».
З 22 романів Вільямса 16 були в м'якій обкладинці, і 11 з них отримали золоті медалі. Ед Горман описує його як «найкращого з усіх письменників, які отримали золоту медаль». Історик Вуді Гаут називає Вільямса «найкращим практиком» стилю саспенсу, який був типовим для американської кримінальної літератури з середини 1950-х до початку 1960-х років: «Чарльз Вільямс був настільки плідним і успішним письменником, що він самотужки створив багато. Подальші романи пальп-культури здаються не більш ніж пародіями».
Інший «круто зварений» автор Джон Д. Макдональд назвав його одним із найбільш незаслужено знехтуваних письменників свого покоління. Джеффрі О'Браєн, описуючи Вільямса як «запізнілого» для «ширшого визнання», описує його як стиліста, який постійно вірний «розповідним цінностям, які роблять його книги такими цікавими, а його теперішнє нехтування таким незрозумілим».

## Твори
- Hill Girl (Дівчина з пагорбів) (1951)
- River Girl (Дівчина з ріки) (1951)
- Big City Girl (Дівчина з великого міста) (1951)
- Hell Hath No Fury (У пеклі немає люті) (1953)
- Nothing in Her Way (Ніщо на її шляху) (1953)
- A Touch of Death (Дотик смерті) (1954)
- Go Home, Stranger (Іди додому, чужинець) (1954)
- Scorpion Reef (Риф скорпіона) (1955)
- The Diamond Bikini (Діамантове бікіні) (1956)
- The Big Bite (Великий укус) (1956)
- Girl Out Back (Дівчина позаду) (1958)
- All the Way / The Concrete Flamingo (Весь шлях / Бетонний фламінго) (1958)
- Man on the Run (Чоловік на бігу) (1958)
- Talk of the Town (Міська розмова) (1958)
- Uncle Sagamore and His Girls (Дядька Сагамор та його дівчата) (1959)
- The Sailcloth Shroud (Плащаниця з вітрильної тканини) (1960)
- Aground (На мілині) (1960)
- Nude on Thin Ice (Оголена на тонкому льоду) (1961)
- The Long Saturday (Довга субота) (1962)
- Dead Calm (Мертвий штиль) (1963)
- The Wrong Venus (Несправжня Венера) (1966)
- And the Deep Blue Sea (І глибоке синє море) (1971)
- Man on a Leash (Людина на повідку) (1973)